# 湄妙瑞
湄妙瑞（英语：Me Myat Shwe，1794年8月10日—1870年9月），皇室尊号为蒂里·帕瓦拉·提拉卡·玛哈·雅达纳·帕杜玛·黛维(Thiri Pavara Tilawka Maha Yadana Padomma Dewi)，是缅甸贡榜王朝国王沙耶瓦底的首席王后(Nammadaw Mibaya Khaunggyi)，蒲甘王(Pagan Min)的生母，敏东王(Mindon Min)的首席王后萨迦黛维(Setkya Devi)的母亲。

## 生平
湄妙瑞于1794年8月10日出生于缅甸阿摩罗补罗，她是孟标亲王（Prince Maung Pyaw）的女儿，母亲是缅王辛骠信（Hsinbyushin）的女儿明瑞喃敏公主（Min Shwe Hnan Min）。她于1809年11月11日嫁给沙耶瓦底，并于1837年沙耶瓦底即位后被加冕为首席王后，得到了唐努（Taungnu）、巴东（Padaung）和瑞因（Shweyeen）作为她的封地。湄妙瑞于1870年9月，即敏东王统治期间逝世于曼德勒皇宫，享年76岁，被葬在皇宫北部的花园里。

## 子女
长子蒲甘王(Pagan Min)，生于1811年，被异母兄敏东推翻。
次子曼达普王子(Prince of Mandap)，生于1815年，早夭。
三子，生于1821年，早夭。
长女，早夭。
次女瑞帕吉(Shwe Phra Gyi)，生于1813年，嫁异母兄敏东，即其首席王后萨迦黛维(Setkya Devi)。
三女，生于1817年，早夭。
四女，生于1818年，早夭。